# 库克尔立合
库克尔立合（英語：Cookernup）是一個位於西澳大利亞州西南區，在華魯恩娜和哈維之間的一個城鎮。

## 歷史
於1835年，斯蒂芬·亨提和托马斯·皮尔成為首批到達库克尔立合的歐洲人。他們是經土著人帶領到達哈維河。
库克尔立合這個名稱源自澳洲土著人的名詞cooki，意即「沼泽母鸡之地」。而第一批移居至库克尔立合的人就是约瑟夫·罗格和他的家族。他們於1852年為了尋找良田而來到库克尔立合附近。罗格在這一帶佔據了約9,000公顷的土地區，並將其命名為「Kookernup」。之後，他移居至附近的小溪。
库克尔立合是西澳其中一個重要的研磨和木材運輸中心，而這個小鎮亦擁有一條專運木材的鐵路。於1890年代早期，库克尔立合的人口遠比哈維的人口多，並且擁有自己的學校和電話中心。库克尔立合於1898年的人口為59人（35位男性和24位女性）。

## 現況
库克尔立合是一个很小的农业镇，其居民大多會去哈維工作或購物。但是，美國鋁業公司华高立合氧化鋁提煉廠的數量因公司提供了15億費用供擴張而準備增加一倍。若這些提煉廠真的增加了一倍的話，那麼库克尔立合很有可能被迫拆遷。截至2008年8月，美國鋁業公司已買下库克尔立合逾40間本地物业。
位於小鎮附近的罗格溪大坝（库克尔立合以東6公里）擁有一些露营、住宿和娱乐设施，並提供丛林徒步旅行、骑马、滑水、皮划艇和绳索课程等服務。
瓦拉华爾合（库克尔立合以南5公里）是一个小村庄。該村庄的哈维緩跑徑原是一個種植區，但結果種植區未能成功設立，因此人們將之改建成緩跑徑。

## 交通
库克尔立合是Transwa公司的西南鐵路的其中一個站。該鐵路運行於珀斯和班伯利之間。

## 外部連結
- 庫克爾立合地圖